# EX-360
La carretera EX-360 es de titularidad de la Junta de Extremadura. Su categoría es local. Su denominación oficial es   EX-360 , de   N-630  a Fuente del Maestre.

## Evolución futura de la carretera
La carretera se encuentra acondicionada dentro de las actuaciones previstas en el Plan Regional de Carreteras de Extremadura.